# Лось Роман Миколайович
Рома́н Микола́йович Ло́сь (11 травня 1984 — 10 червня 2016) — сержант Міністерства внутрішніх справ України; учасник російсько-української війни.

## Короткий життєпис
Народився 1984 року в селі Вишневе (Ріпкинський район, Чернігівська область). З травня 2002 по жовтень 2003 року проходив строкову службу в Збройних Силах України. 2004 року закінчив Замглайське ПТУ № 12. Працював у внутрішніх військах МВС України — в київській роті охорони та Лук'янівському СІЗО. Проживав у місті Чернігів; сержант міліції.
Після подій на Майдані звільняється з роботи — хоч всі родичі були проти. На фронт пішов добровольцем; батальйон патрульної служби міліції особливого призначення Чернігів.
У Романа закінчувалася перша ротація. В пообідній час 16 листопада 2014 року озброєні терористи переправилися через річку Сіверський Донець та обстріляли з автоматичної зброї й гранатометів патрульний автомобіль МВС батальйону «Чернігів» та блокпост ЗСУ поблизу автостанції смт Станиця Луганська — вояки мікроавтобусом рухалися на допомогу побратимам. В цьому бою загинули рядові міліції Запека Віктор Олександрович й Іщенко Андрій Васильович та старший сержант Найдьон Олександр Вікторович, а Роман зазнав важких поранень, водій Леонід Шумський-«Шум» лишився живий.
Першу допомогу надавали фельдшери Віталій Алферьонок та Костянтин Єрофеєв. Був доставлений до Біловодської ЦРЛ; переведений до головного військового шпиталю Міністерства оборони, потім до Центрального шпиталю МВСУ.
Згодом проходив лікування у лікарні УМВС Чернігівської області та Чернігівській обласній лікарні — там Роману зробили операцію, він вже став на милиці. Був направлений по програмі НАТО на лікування в Грецію. Під час операції в Афінській лікарні 20 липня 2015 року впав у кому, в березні 2016 перевезений до головного шпиталю МВС міста Київ.
Помер вранці 10 червня 2016 року в головному шпиталі МВС міста Київ, після 10-місячної коми.
Похований в місті Чернігів.
Без Романа лишилися дружина Ірина (поліцейська роти «Чернігів») та донька Яна.

## Нагороди
- Нагороджений відзнакою МВС «За відвагу в службі» (2014)
- В 2021 році був нагороджений орденом «За мужність» III ступеня (посмертно)[1]
- У Ріпках встановили меморіальну дошку на честь учасника Романа Лося.